# Pacta conventa (Polen-Litauen)

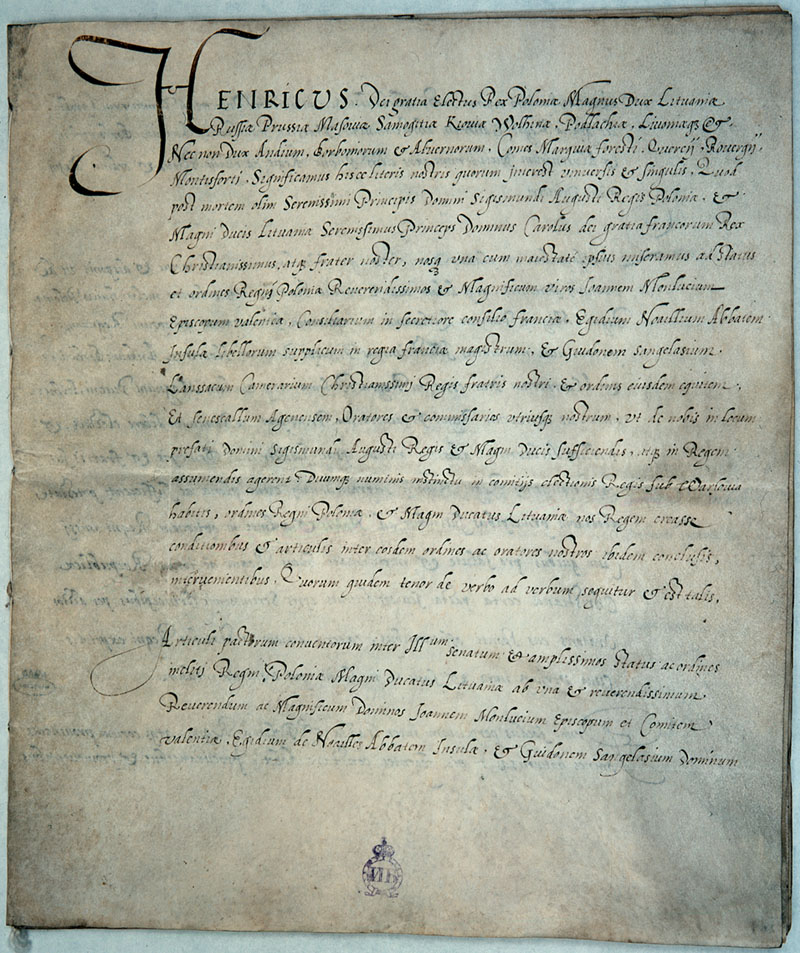
Pacta conventa.

Die Pacta conventa (deutsch: vereinbarte Bedingungen) war zwischen 1573 und 1764 bzw. 1791 ein zentrales Verfassungsdokument Polen-Litauens.

## Entwicklung
Als Ergänzung der Articuli Henriciani wurden sie zwischen dem die polnische Nation vertretenden Adel, der Szlachta, und dem neu gewählten König stets neu geschlossen und enthielten die Genehmigung für das jeweilige Regierungsprogramm des Monarchen. Im Laufe der Zeit verschwammen die Unterschiede zwischen den beiden Dokumenten.
Die erste Version des Abkommens, abgeschlossen mit König Heinrich von Valois, befasste sich u. a. mit der Ausbildung polnischer Studenten in Paris, der Tilgung der Schulden seines Vorvorgängers Sigismund II. August, der Bewahrung des polnisch-französischen Bündnisses und der Fortsetzung der Kampfhandlungen gegen Zar Iwan von Russland.